# A Conversão de Maria Madalena
A Conversão de Maria Madalena é uma pintura a óleo, um dos primeiros trabalhos do artista renascentista italiano Paolo Veronese (1528-1588). Veronese era conhecido por suas pinturas suntuosas com um estilo dramático e colorido. Datada de cerca de 1545-1548, a pintura foi encomendada por um nobre patrono em Verona. A obra é mantida pela National Gallery em Londres.

## Tema
O tema da pintura já foi debatido: a opinião geral é que retrata a conversão de Maria Madalena, conforme descrito no livro de 1535 de Pietro Aretino, L'umanità di Cristo; esta versão dos Evangelhos foi amplamente distribuída e lida no norte da Itália neste período. Na lenda que inspirou a pintura, Maria foi a um templo onde os ensinamentos de Jesus a inspiraram a converter-se a uma vida piedosa. Na pintura, ela é retratada em trajes inadequados para o edifício religioso, que Veronese usou para simbolizar sua vida anterior pecaminosa. Ela é mostrada de joelhos e corando enquanto ouve Jesus.

## Pintura
A cena que a pintura descreve é um evento que não é descrito na Bíblia ou na Lenda Dourada. Marta e Maria Madalena estão no Templo onde Jesus está pregando. Maria Madalena está de joelhos ao lado de Cristo, virando o rosto para ele, enquanto Marta está estendendo as mãos para Cristo e Maria Madalena. Seu vestido decotado alude à sua antiga vida de pecado, e o colar que escorrega de seu pescoço ecoa sua volta de uma vida mundana para uma de devoção espiritual.
Paolo Veronese era conhecido por suas representações de ambientes luxuosos e pelo amor de decorar as cenas mais sagradas com pessoas vestidas com vestidos brilhantes forrados de seda e brocados, mais reminiscentes da alta sociedade veneziana do que representações humildes dos súditos. Quando a Inquisição questionou sua escolha de representar súditos sagrados, ele respondeu: "Nós, pintores, tomamos liberdades, da mesma forma que poetas e lunáticos fazem", afirmando assim que sua liberdade como artista incluía poder escolher como retratar seus súditos.
A pintura é mantida pela National Gallery em Londres desde 1876, quando foi legada do espólio do colecionador de arte Wynne Ellis.